# Pilea weddellii
Pilea weddellii är en nässelväxtart som beskrevs av Fawcett och Rendle. Pilea weddellii ingår i släktet pileor, och familjen nässelväxter. Inga underarter finns listade i Catalogue of Life.